# Felicia Lu Kürbiß
Felicia Lu Kürbiß (Salzburg, 15 december 1995), beter bekend onder haar artiestennaam Felicia Lu, is een Oostenrijks zangeres.

## Biografie

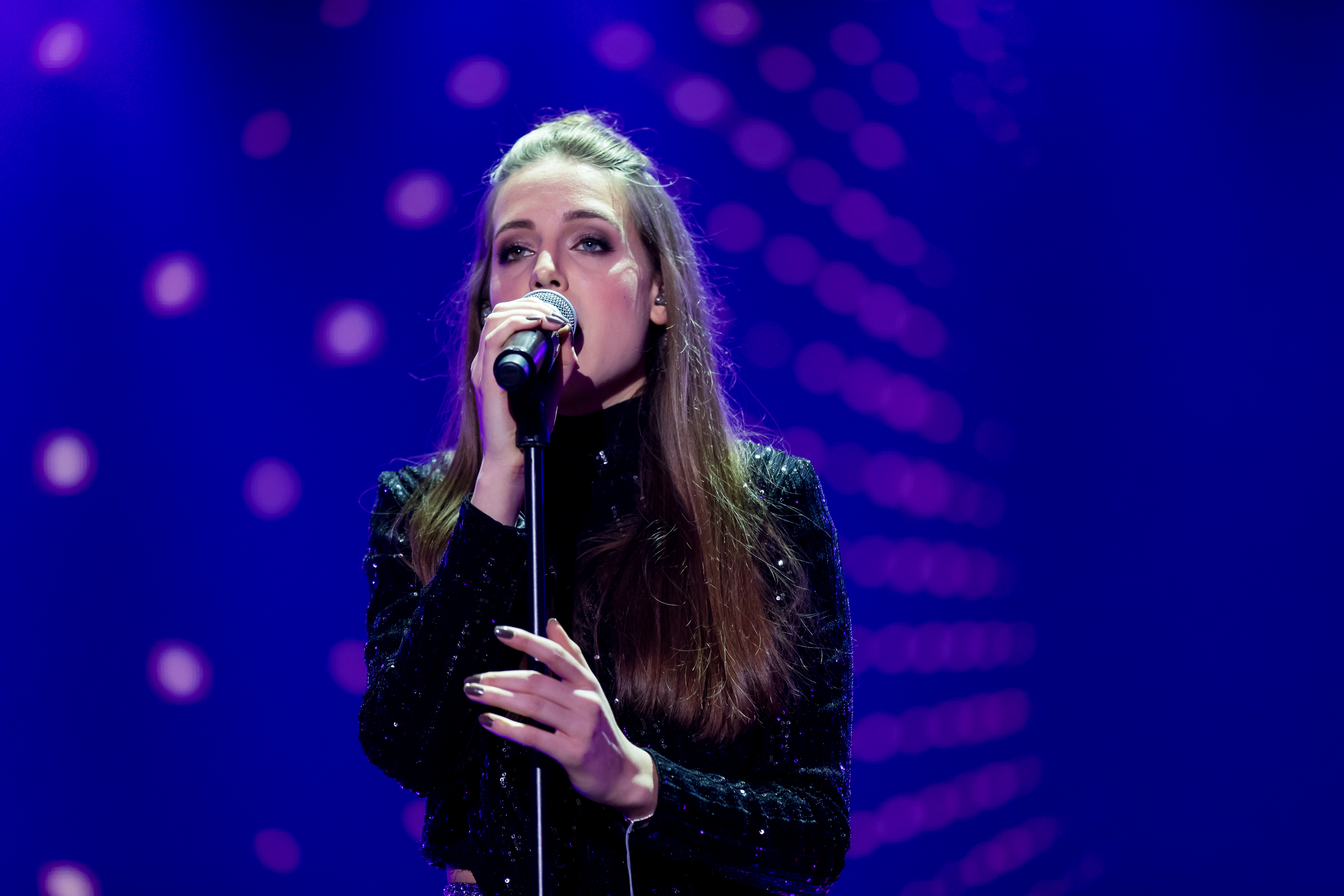
Felicia Lu Kürbiß in 2017

Felicia Lu werd in 1995 in Salzburg geboren. Vanaf haar jaren als kleuter begon haar interesse voor muziek. Op vierjarige leeftijd begon ze met dansen, waarin ze begon met ballet en later overging naar jazzballet, moderne dans en hiphop.
Lu ging naar de Salzburg Music High School, waar ze intensief muziekonderwijs volgde. Hier lag de focus vooral klassieke muziek, waardoor ze naar een middelbare school ging in Bad Hofgastein. Hier volgde ze een muzikale opleiding in popmuziek en zangcoaching. Nadat ze haar schooltijd had afgeronden, woonde Lu in Freilassing. Deze plek verruilde ze later voor een kostschool in München, waar ze dans, songwriting en zang studeerde.
In 2014 deed Lu mee aan de talentenjacht Rising Star. Hier haalde ze de finale. Sinds 2015 heeft Lu haar eigen YouTube kanaal waarop ze covers zingt. Ze waagde in 2017 haar kans om Duitsland te vertegenwoordigen, maar werd ze in de eerste ronde uitgeschakeld. In maart 2022 waagde ze opnieuw een kans. Ze nam met het nummer Anxiety deel aan Deutschland 12 Punkte. Lu behaalde de vierde plaats. Datzelfde jaar zou ze ook plaatsnemen in de jury van Duitsland voor de punten op het Eurovisiesongfestival 2022, maar werd hiervan uigesloten doordat ze al eerder haar favorieten kenbaar had gemaakt. In september 2023 kwam, nadat ze al meerdere singles had uitgebracht, haar debuutalbum Something Regrettable uit met daarop 13 nummers.

## Discografie

### Albums
- 2023: Something Regrettable

### Ep's
- 2019: Untitled.
- 2021: Relations

### Singles
- 2014: Cold Feet
- 2015: Hurts So Good
- 2016: Lost at Night
- 2017: Red Zone
- 2020: One Step Closer
- 2020: Just Fine
- 2021: Anxiety
- 2022: Dear Karma
- 2022: Wish You Well[7]
- 2022: The Very Hungry Caterpillar
- 2022: Band-Aid
- 2022: Obsessed
- 2022: Home
- 2023: My Boy
- 2023: Her
- 2023: Not My Friend
- 2023: Manifest
- 2023: B*tch
- 2023: Me & My Broken Heart
- 2024: Narcissist
- 2024: Jealousy
- 2024: Better After You
- 2024: Run
- 2024: Indifferent